# Liste des compagnies aériennes au Koweït
Voici une liste des compagnies aériennes opérant actuellement au Koweït.

## Compagnies aériennes régulières
| Compagnie aérienne | Nom arabe              | Image | IATA | OACI | Indicatif d'appel | Hubs                             | Remarques |
| ------------------ | ---------------------- | ----- | ---- | ---- | ----------------- | -------------------------------- | --- |
| Jazeera Airways    | طيران الجزيرة          |       | J9   | JZR  | JAZEERA           | Aéroport international de Koweït | - La compagnie aérienne a commencé ses activités en 2004. - La compagnie aérienne est la deuxième compagnie aérienne nationale du Koweït après Kuwait Airways. - La compagnie aérienne est la première compagnie aérienne entièrement privée du Moyen-Orient. |
| Kuwait Airways     | الخطوط الجوية الكويتية |       | KU   | KAC  | KOWAITI           | Aéroport international de Koweït | - La compagnie aérienne a commencé ses opérations le 16 mars 1954. - La compagnie aérienne est la compagnie aérienne nationale du Koweït. |

## Voir également
- Liste des anciennes compagnies aériennes du Koweït
- Liste des anciennes compagnies aériennes d'Asie
- Liste des aéroports au Koweït

- Liste des compagnies aériennes
- Liste des compagnies aériennes en Asie
- Compagnies aériennes interdites d'exploitation dans l'Union européenne
- Liste des compagnies aériennes disparues en Asie
- Liste des compagnies aériennes en Europe